# Leen Barth
Leendert 'Leen' Barth (Puttershoek, 11 januari 1952) is een Nederlandse oud-voetballer, die vooral in België voetbalde.
Barth, een doelman, begon bij Fortuna Vlaardingen en trok in 1970 op 18-jarige leeftijd naar het Belgische RSC Anderlecht. Barth werd al gauw tweede doelman bij Anderlecht, achter zijn landgenoot Jan Ruiter en later ook achter de Belg Jacky Munaron.
Barth kreeg bij Anderlecht weinig speelkansen en dus besloot hij in 1975 om naar Union te trekken. Een jaar later verkaste hij naar Club Brugge, waar hij tot 1981 zou spelen.  
In 1981 verhuisde de Nederlander naar Cercle Brugge, de stadgenoot van Club Brugge. In 1984 werd hij speler van het jaar bij Cercle. Barth speelde tot 1985 bij de tweede Brugse profclub. Daarna werd hij trainer bij de kleinere clubs als FC Knokke en SK Torhout.

## Erelijst

### Speler

#### RSC Anderlecht[1]
- Eerste Klasse: 1971–72, 1973–74
- Beker van België: 1971–72, 1972–73; 1974-75
- Ligabeker: 1973, 1974

Club Brugge
- Eerste Klasse: 1976–77, 1977–78, 1979–80
- Beker van België: 1976–77[3]
- SuperCup: 1980
- Europacup I: 1977-78 (finalist)[4]
- Trofee Jules Pappaert: 1978[5]
- Brugse Metten: 1979[6]

Cercle Brugge
- Beker van België: 1984-85

## Referentielijst
1. ↑  RSC Anderlecht | Palmares. Gearchiveerd op 28 augustus 2023.
2. ↑  Club Brugge | Palmares. Gearchiveerd op 31 maart 2023.
3. ↑  Belgium - List of Cup Finals. Gearchiveerd op 28 mei 2022.
4. ↑  Uefa.com 1978 final highlights: Liverpool 1-0 Club Brugge. Gearchiveerd op 11 augustus 2023.
5. ↑  Jules Pappaert Cup. Gearchiveerd op 23 april 2022.
6. ↑  Winnaars Brugse Metten. Gearchiveerd op 3 juni 2013.
7. ↑  De  Vereniging | Geschiedenis. Gearchiveerd op 2 november 2019.